# فريندستير
فرينديستر موقع ألعاب اجتماعية أسس في كوالالمبور، ماليزيا. كان سابقًا موقع خدمة شبكة إجتماعية. قبل أن يُعاد تصميم فريندستير، سمحت الخدمة للمستخدمين التواصل مع الأعضاء الأخرين، الإبقاء على إتصالاتهم، ومشاركة المحتوى والوسائط المتعددة على الإنترنت مع جهات إتصالهم. أستخدم الموقع أيضًا للمواعدة وإستكشاف الأحداث الجديدة، الفرق والهوايات. بوسع المستخدمين مشاركة الفيديو، الصور، التراسل والتعليق مع الأعضاء الآخرين عن طريق الشبكات ولاحة المستخدم. ويعتبر أحد المواقع الأصلية و«الجد» لشبكات التواصل الاجتماعي.
بعد الإصدار الجديد لفريندستركمنصة ألعاب اجتماعية في يونيو 2011، ارتفع رقم المستخدمين المسجلين إلى أكثر من 115 مليون. الشركة تعمل أساسًا من ثلاثة دول أسيوية: الفلبين، ماليزيا وسنغلفورة، وأكثر من 90% زوار الموقع يأتون من آسيا. بحلول 2008، امتلك فريندستر معدل زيارات شهرية فريد عن جميع الشبكات الاجتماعية في آسيا. الدول الـ10 الأكثر ولوجًا إلى فريندستر، وفقًا لأليكسا، في 7 مايو 2009 كانت الفلبين، إندونيسيا، ماليزيا، سنغافورة، تايلاتد، باكستان، الإمارات العربية المتحدة، السودان، كوريا الجنوبية، بنغلاديش والهند. بقي فريندستر شعبيًا خاصةً في إندونيسيا خلال 2012.

## لغات
ضمت اللغات المتوفرة بالموقع الإنجايزية، الفلبينية، التايلاندية، المالايوية، الفيتنامية، الإندونيسية، الصينية (بشقيها القديمة والمبسطة)، اليابانية، الكورية، والإسبانية. حتى سبتمبر 2007، كان فريندستر متوافر باللغة الإنجليزية فقط. العشرة لغات الجديدة كانت قد أضيفت منذ 2007 إلى 2009، مع اللغة الفلبينية في آخر إضافة. أصبح المستخدمون بوسعهم ادخال المحتوى بأي لغة على فريندستر.
أطلق فريندستر دعم كافة اللغات في في نطاق واحد - www.friendster.com. فريندستر هي أول شبكة اجتماعية عالمية على الإنترنت تدعم اللغات الآسياوية ولغات أخرى في نطاق واحد مما يمكّن المستخدمين حول العالم مخاطبة بعضهم البعض.

## التطوير
أفتتح موقع فريندستر منذ أغسطس 2006 عندما بدأت أول مرة بالسماح بتضمين الودجة ووجهات الإتصال صفحات بروفيل المستخدم خلال برمجتها المطورة. تقريبًا 40% من مستخدمي فريندستر يملكون ودجات في صفحات بروفيلهم.
يعطي فريندستر مطوري البرمجة الوصول إلى واجهة برمجة التطبيقات التي تستخدم جهات الإتصال وبيانات في شبكة فريندستر لبناء ونشر تطبيقات مخصصة.
كان فريندستر أول شبكة اجتماعية دعمت كل من المجتمع المفتوح ومنصة الفيسبوك.

## روابط إضافية
- موقع فريندستر الرسمي